# 萧倬殷
萧倬殷（1915年—？），男，四川江油人，中国药学家，曾任四川医学院教授，中国药学会顾问。

## 家庭
儿子萧挹（肖挹）为四川省名中医。